# پائولو کاستلینی
پائولو کاستلینی (انگلیسی: Paolo Castellini؛ زادهٔ ۲۵ مارس ۱۹۷۹) بازیکن فوتبال اهل ایتالیا است.
از باشگاه‌هایی که در آن بازی کرده‌است می‌توان به باشگاه فوتبال تورینو، باشگاه فوتبال پارما، باشگاه فوتبال رئال بتیس، باشگاه فوتبال کرمونزه، باشگاه فوتبال آ.اس. رم، باشگاه فوتبال برشا، باشگاه فوتبال سمپدوریا، و باشگاه فوتبال لیورنو اشاره کرد.
وی همچنین در تیم‌های ملی فوتبال زیر ۲۰ سال ایتالیا و زیر ۲۱ سال ایتالیا بازی کرده‌است.